# Paštiky
Paštiky (německy Paschtik) jsou vesnice, část obce Bezdědovice v okrese Strakonice v Jihočeském kraji. Leží severovýchodně od Blatné.

## Název
Antonín Profous jméno vykládá jako „ves poštívků – těch, kdo poštívají, popouzejí“; zmiňuje i výklad od slova „pastévky, malé pastvy“.

## Historie
První písemná zmínka o vesnici pochází z roku 1352, a to ve formě Pasczywk.

## Obyvatelstvo
| Rok            | 1869 | 1880 | 1890 | 1900 | 1910 | 1921 | 1930 | 1950 | 1961 | 1970 | 1980 | 1991 | 2001 | 2011 | 2021 |
| -------------- | ---- | ---- | ---- | ---- | ---- | ---- | ---- | ---- | ---- | ---- | ---- | ---- | ---- | ---- | ---- |
| Počet obyvatel | 48   | 65   | 58   | 57   | 48   | 49   | 55   | 34   | 33   | 31   | 21   | 20   | 20   | 20   | 20   |
| Počet domů     | 8    | 9    | 9    | 9    | 9    | 9    | 9    | 10   | 10   | 8    | 8    | 11   | 10   | 12   | 11   |

## Obecní správa
Při sčítání lidu v letech 1850–1949 Paštiky byly samostatnou obcí v okrese Blatná. V letech 1950–1973 byly osadou obce Bezdědovice, se kterým patřily nejprve do okresu Blatná, ale od roku 1960 v okrese Strakonice. Od 1. ledna 1974 do 31. prosince 1992 byly částí města Blatná v okrese Strakonice. Od 1. ledna 1993 jsou opět částí obce Bezdědovice v okrese Strakonice. V letech 1850–1949 k obci patřily Bezdědovice a Dobšice.

## Pamětihodnosti
Ve vsi se nachází barokní kostel svatého Jana Křtitele z poloviny 18. století od Kiliána Ignáce Dientzenhofera s freskami od J. V. Spitzera. Architektonicky podobný kostel od K. I. Dientzenhofera z poloviny 18. století je možné spatřit také ve Chválenicích u Plzně.

## Galerie

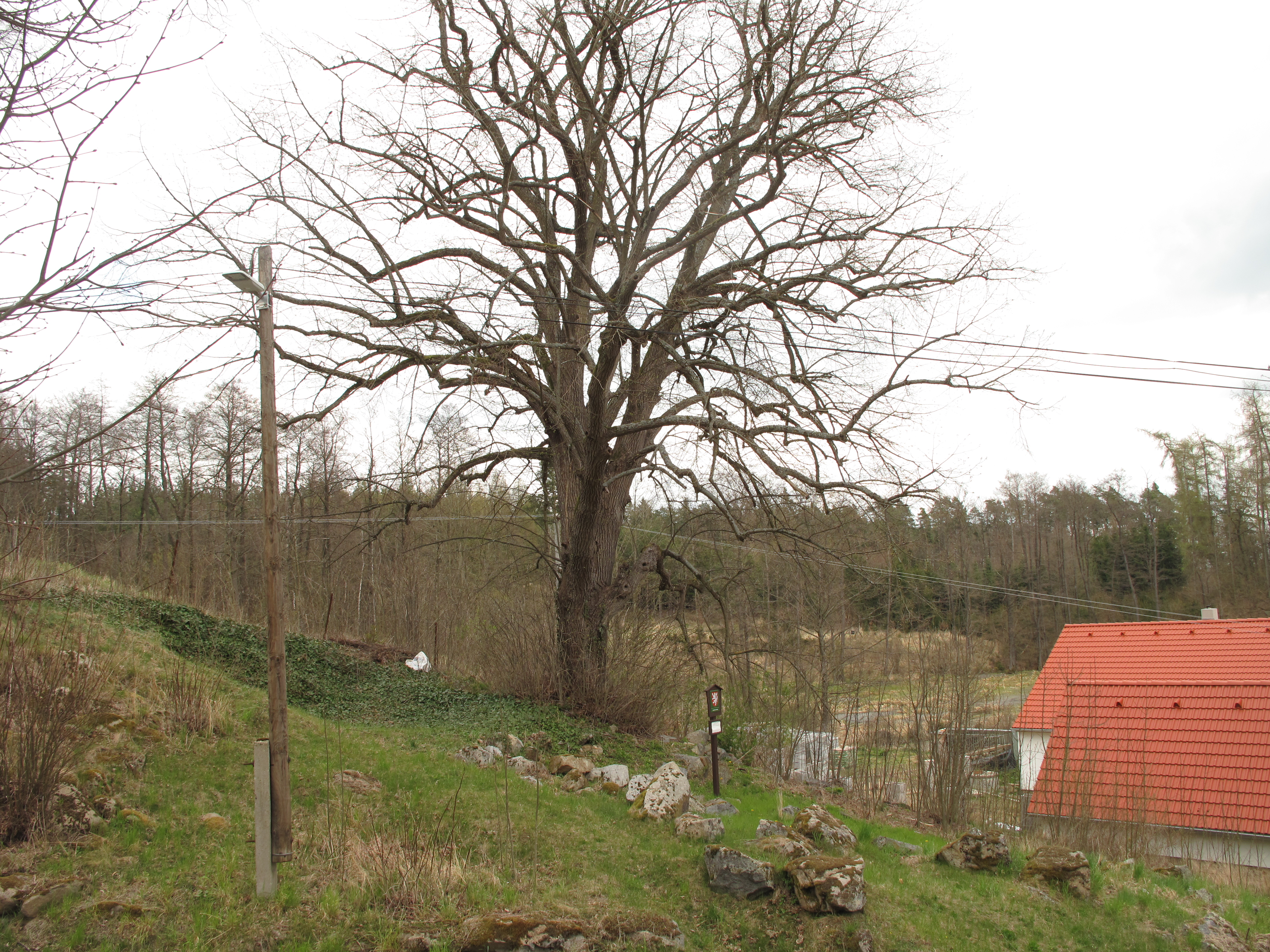
Památná lípa v Paštikách
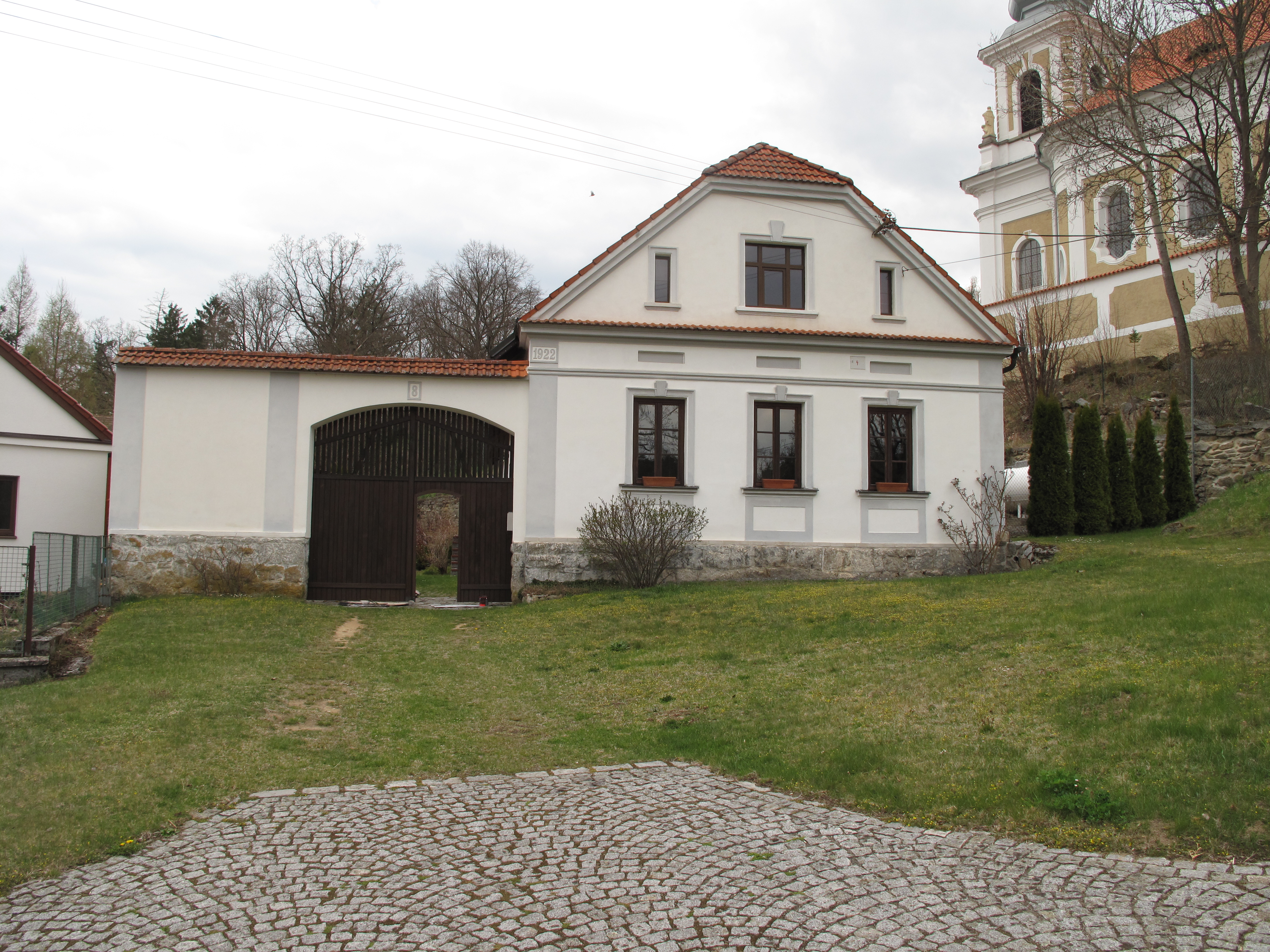
Dům pod kostelem
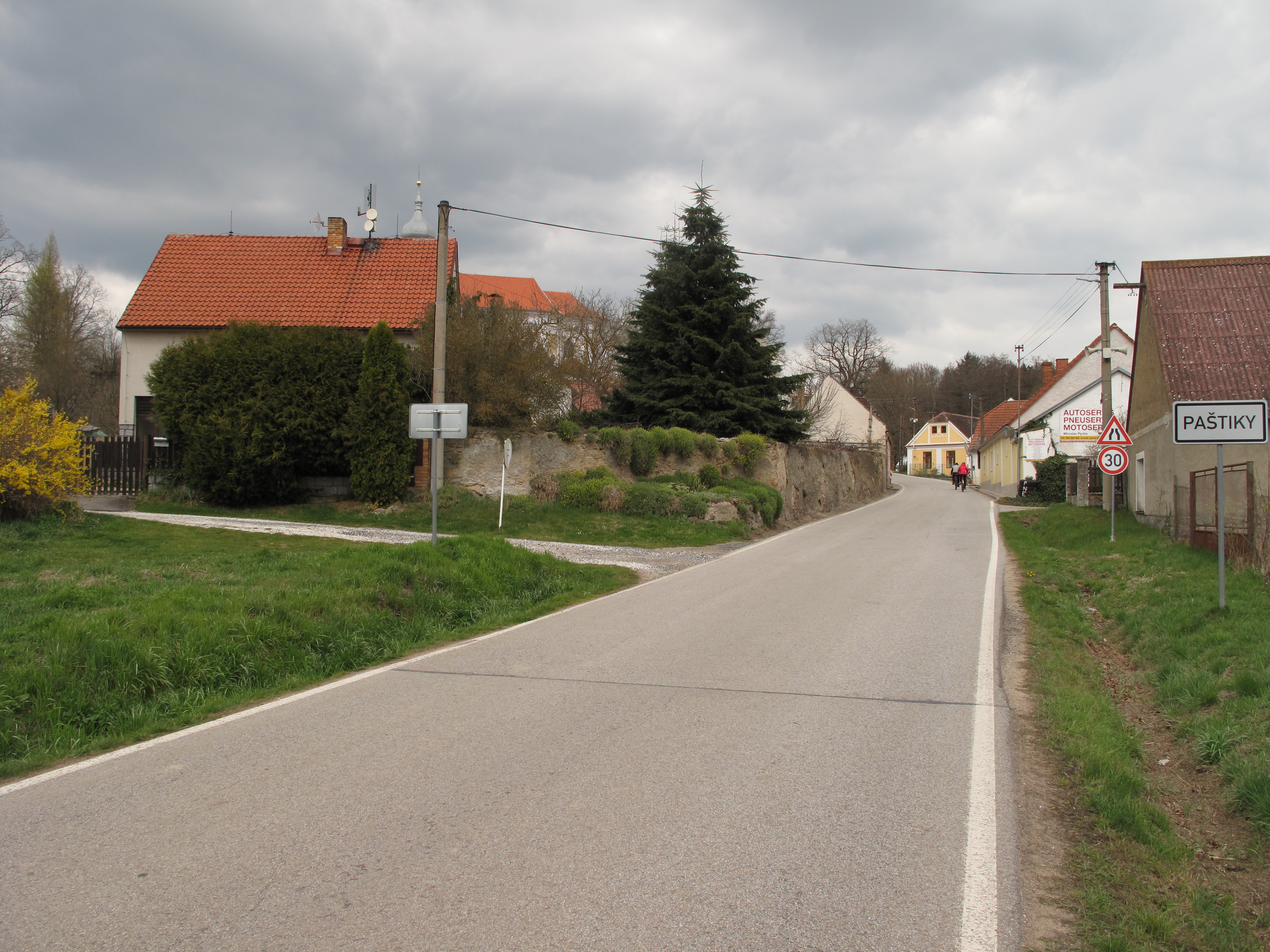
Pohled do vsi
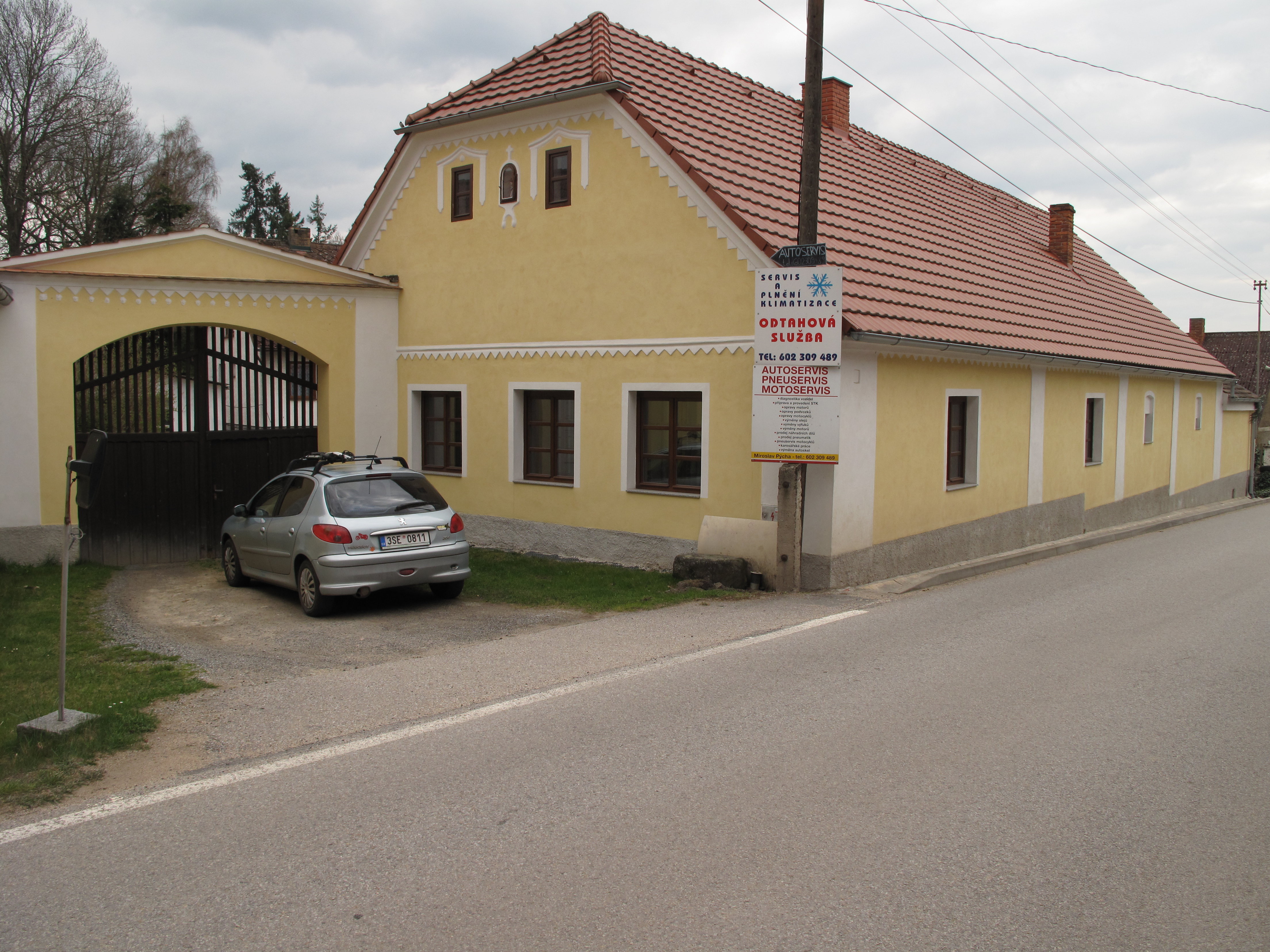
Statek